# Pastor Vega
Pastor Vega Torres (* 12. Februar 1940 in Havanna, Kuba; † 2. Juni 2005 ebenda) war ein kubanischer Regisseur.
Seine bekanntesten Filme waren „Ein Porträt von Teresa“ („Retrato de Teresa“; 1979) und „Parallele Leben“ („Vidas paralelas“; 1993).
Vega war mit der kubanischen Schauspielerin Daisy Granados verheiratet.

## Filmografie

### Regie
- ¡Viva la república! (Dokumentarfilm, 1977)
- Retrato de Teresa (1979)
- Habanera (1984)
- Amor en campo minado (1987)
- En el aire (1988)
- Vidas paralelas (1993)
- Las profecías de Amanda (1999)
- Solamente una vez (2002)
- En la noche (Kurzfilm, 2005)

### Regieassistenz
- Historia de un ballet (1962)
- Preludio 11 (1964)

### Drehbuch
- 1979: Retrato de Teresa
- 1984: Habanera
- 1988: En el aire
- 1993: Vidas paralelas
- 2005: En la noche
- 2006: Mujeres en el acto

### Schauspieler
- La decisión („Die Entscheidung“, 1964)
- @Festivbercine.ron (2004)
- Bienvenido/Welcome 2 (2006)